# Veleda Linea
La Veleda Linea è una struttura geologica della superficie di Venere.